# Dostępność transportowa
Dostępność transportowa – stopień łatwości z jakim można dostać się do danego miejsca, dzięki istnieniu sieci infrastruktury i usług transportowych. Dany punkt obszaru jest tym dostępniejszy transportowo, im więcej jest innych punktów, do których można dotrzeć zadowalająco szybko, tanio i sprawnie.
Zostało stworzonych i zdefiniowanych szereg specyficznych pojęć tej dostępności, takich jak: dostępność czasowa, dostępność gałęziowa, dostępność wielogałęziowa (multimodalna), dostępność transportu publicznego, dostępność do węzłów transportowych, dostępność potencjałowa (ang. potential accessibility) i inne.
Obok czynników naturalnych, jak klimat czy dostęp do wody pitnej, dostępność transportowa miała od czasów rewolucji neolitycznej wpływ na rozmieszczenie ludności – miasta rozwijały się w pobliżu rzek, na wybrzeżu, oraz wzdłuż dróg, czyli w pobliżu naturalnych i sztucznych szlaków transportowych. W czasach nam bliższych także kolej dała początek nowym osadom i miastom, powstającym wzdłuż jej szlaków.
Dostępność transportowa ma wpływ na napływ zarówno ludzi, jak i kapitału, im większa dostępność tym lepsze potencjalne warunki rozwoju demograficznego i gospodarczego.